# Wiesenttal
Wiesenttal település Németországban, azon belül Bajorországban. Lakosainak száma 2620 fő (2023. december 31.).

## Népesség
A település népessége az elmúlt években az alábbi módon változott:
| Lakosok száma | 2645 | 1953 | 2514 | 2485 | 2463 | 2464 | 2512 | 2486 | 2573 | 2620 |
|               | 1970 | 1975 | 2011 | 2012 | 2014 | 2015 | 2017 | 2019 | 2022 | 2023 |

A település részei:
- Albertshof
- Birkenreuth
- Draisendorf
- Engelhardsberg
- Gößmannsberg
- Haag
- Kuchenmühle
- Muggendorf
- Neudorf
- Niederfellendorf
- Oberfellendorf
- Rauhenberg
- Schottersmühle
- Störnhof
- Streitberg
- Trainmeusel
- Voigendorf
- Wartleiten
- Wohlmannsgesees
- Wöhr
- Wüstenstein